# Daniel Goleman
Daniel Jay Goleman (n. 7 martie 1946) este scriitor, psiholog și jurnalist de știință. Vreme de doisprezece ani a scris pentru The New York Times, specializarea lui fiind psihologia și neuroștiință. Este autorul a peste 10 cărți despre psihologie, educație, știință, crize ecologice și leadership. A fost nominalizat de două ori la Premiul Pulitzer.

## Biografie
Goleman s-a născut în 1945 în Stockton, California, fiind fiul unui profesor universitar evreu. A primit o bursă de la fundația Alfred P. Sloan pentru a urma cursurile colegiului Amherst. Programul Amherst Independent Scholar i-a permis acestuia să se transfere pentru primii ani la Universitatea California din Berkeley. S-a întors apoi înapoi la Amherst unde a absolvit cu magna cum laude. De asemenea, a mai primit o bursă de la Fundația Ford cu ajutorul căreia și-a finalizat studiile, mai exact a primit titlul de doctor, studiind sub tutela profesorului David C. McClelland, în cadrul universității Harvard. El a studiat în India scriindu-și totodata prima lui carte bazându-se pe călătoria și experiențele din India și Sri Lanka iar apoi a revenit ca lector invitat la Harvard, unde în 1970 temele propuse de el, despre psihologie și conștiință, au fost foarte populare. McClelland l-a recomandat pentru un loc de muncă la Psychology Today de unde a fost recrutat de către The New York Times în 1984.
În prezent acesta face parte din conducerea consorțiului pentru Cercetarea Inteligenței Emoționale de la Universitatea Rutgers. Este de asemenea conducătorul institutului Mind & Life.